# Зевин, Евгений Михайлович
Евге́ний Миха́йлович Зе́вин (род. 23 февраля 1947 года) — российский художник-авангардист, народный художник России (2010).

## Биография
Родился 23 февраля 1947 года. Его дядя Лев Зевин учился в Витебске в художественной школе у Юделя Пэна, в народной художественной школе у Марка Шагала и Казимира Малевича, а затем во ВХУТЕМАСе у Роберта Фалька. В 1921—1925 годах — участник и один из создателей знаменитой «Группы 13», был одним из ярких представителей авангарда начала XX века.
«Картины Евгения Зевина радуют меня своей праздничностью, необыкновенной яркостью красок, душевной щедростью, юмором и иронией, — говорит друг художника, писатель Фазиль Искандер. — Редкий дар: его насмешка над действительностью лишена злобы и ярости. И это признак, по-моему, мудрости. Есть какая-то мистическая точность, когда художник её достигает, картина, независимо от её содержания, утешает, примиряет с жизнью. Я думаю, главная цель искусства — утешать человека, и Евгений Зевин почти всегда достигает этой цели. Его новаторство тут же на месте оплачивается самой верной и самой старинной монетой — талантом».
Огромное значение для Евгения Зевина имеет не только сюжет, но и качество исполнения живописного произведения, чувство цвета, контрастность колористических характеристик, точность пластических решений. Во всех его картинах, вне зависимости от изобразительного стиля, даже неискушенному зрителю бросается в глаза этот тщательный, кропотливый труд по доведению полотна до совершенства.
Настойчивое желание идти своим путём, бескомпромиссное отстаивание собственных взглядов на предназначение художника, свой живописный почерк, своё образное отображение действительности и своего времени долгие годы делало Евгения Михайловича «неудобным» для официальных властей. Его участие в выставках нонконформистов начиная с 1970-х годов, в том числе на «квартирных выставках», одним из инициаторов которых был Оскар Рабин, и в знаковой «манифестации» в Измайловском парке осенью 1974 года приносили массу неприятностей. Однако коллеги по цеху, вопреки давлению невежественного партийного начальства, видели в Евгении Зевине состоявшегося художника. В 1974 году он был принят в молодёжную секцию МОСХа, а когда в 1978 году его принимали в Союз художников, то рекомендации дали такие уважаемые и всемирно известные художники, как Иван Сорокин, Павел Никонов, Эдуард Браговский.
После поступления в Союз художников более 10 лет Евгений Михайлович был художественным руководителем творческой мастерской и членом художественного совета МХК Московского союза художников, а в дальнейшем заместителем председателя Комиссии по художественным комплексам МОСХа и заместителем председателя Объединённого комплексного Совета города Москвы. Из его мастерской вышла большая плеяда известных художников, и в настоящее время эти художники выставляются в Выставочном зале Российской Академии Искусств, художественным руководителем которого является Евгений Зевин.
В конце 1980-х годов к Евгению Зевину пришла заслуженная международная известность. Поистине, вышло по евангельской фразе «Нет пророка в своем отечестве». Картины художника оценили вначале на Западе — он выставлялся в Хельсинки, Брюсселе, Лондоне, Нью-Йорке, Париже, Берлине, Барселоне и Эдинбурге. Зарубежная пресса постоянно публикует работы Евгения Михайловича, пишет о нём, признавая его последователем традиций русского авангарда и их продолжателем. Полотна мэтра многократно имели успех на самых известных в мире лондонских аукционах изобразительного искусства, таких как Philips, Bonhams и Christie’s. В 1992 году с большим успехом картины Евгения Зевина экспонировались в Британской Королевской академии на выставке «Художники России — новое поколение». А в 1994 году он был участником обширной экспозиции «Образы советского искусства 1950—1980-х годов», проходившей в Русском музее.  Ряд картин вошёл в антологию российского искусства с аналогичным названием, а также в книгу «Русские художники XVIII—XX вв.».  В 2013 году прошла персональная выставка в Государственном Русском музее Санкт- Петербурга. Произведения художника находятся в крупнейших музеях и галереях Европы, США, Израиля, Канады и других стран.
«В своей живописи я всегда стараюсь найти что-то новое, неизведанное, не опробованное раньше, это и есть мое авангардное устремление, — объясняет собственную творческую позицию Евгений Михайлович Зевин. — Я хочу, чтобы мои картины помогали людям жить в наше непростое время, сделать их жизнь лучше, добрее, устойчивее, если хотите, надежнее. Я хотел бы морально, духовно, нравственно поддержать человека. Искусство должно давать человеку радость, доброту, нравственную и духовную опору. Меня часто приглашают на выставки, в основном зарубежные. Участвую в престижных аукционах. Мои картины покупают, они находятся в музеях, галереях, в частных коллекциях. Но я не стремлюсь во что бы то ни стало продать картины. Напротив, мне жаль расставаться с ними. Мне больше нравится, когда они находятся в моей мастерской. Я люблю их рассматривать, соотносить с вновь написанными, они помогают мне в моих творческих поисках».
В творческой биографии художника более 100 выставок в России и за рубежом.
Свою творческую работу Евгений Зевин активно совмещает с общественной деятельностью, являясь одним из учредителей и Президентом Российской Академии Искусств, а также художественным руководителем Выставочного зала Академии. Практически ни одно мероприятие Академии не проходит без его участия.
Все это, безусловно, является признанием его высокого профессионального мастерства и значимости как одного из современных художников, сумевшего выразить в своих произведениях существенные черты нашего времени.

## Награды и признание
- Народный художник Российской Федерации (2010)
- Заслуженный деятель искусств Российской Федерации (1997)
- международные премии
- дипломы I степени (1984, 1986, 1987), первые премии (1985, 1989) ХФ Московского Союза художников.